# Jyotisha
Jyotisha (em sânscrito: ज्योतिष, romanizado como jyotiṣa, "esplendor, luz refulgente") também conhecida como astrologia védica, astrologia indiana ou astrologia hindu, é o sistema tradicional hindu de astrologia. É considerada uma das seis disciplinas auxiliares para a compreensão dos Vedas, portanto um Smrti, e o principal meio oracular do Sanātana Dharma. Sendo uma disciplina religiosa, deve ser estudada junto a um mestre autorizado, seguindo a sucessão discipular de uma linhagem.
A astrologia védica é conhecida nos meios de estudos astrológicos como a forma mais precisa de todas as astrologias, reunindo práticas de diversos povos como babilônicos, gregos, árabes e hindus de forma concisa e subordinada à cosmovisão dharmica, com uma metodologia de cálculo baseada no zodíaco sideral, que considera a precessão dos equinócios, permitindo que suas posições fiquem próximas das adotadas pela astronomia moderna.
Desde a decisão do governo Indiano em 2001, algumas universidades indianas oferecem curso superior de astrologia védica. Apesar de nunca ter sido cientificamente testada como o ramo da astrologia ocidental, é também rejeitada pela comunidade científica e atualmente classificada como pseudociência.

## História
A astrologia védica é um dos Vedangas, as seis disciplinas principais da crença védica hindu. O Vedanga Jyotisha é um dos textos mais antigos de astronomia dos Vedas. Seu propósito inicial era a confecção de um calendário para escolher as datas de sacrifícios rituais. Inicialmente, o termo sânscrito "graha" não era sinônimo de planetas, mas era utilizado para se referir a supostos demônios que se originavam durante eclipses, dentre eles, Rahu. Esta segunda fase de intercâmbio de descobertas com a astrologia helênica acontece no século I, o livro Yavanajātaka ("O que dizem os gregos") foi traduzido do grego para o sânscrito por volta do século II  E a semana de sete dias começou a ser utilizada. Os principais textos reconhecidos deste segundo momento datam de compilações da era medieval, entre eles o notável Brihat Parashara Hora Shastra de Parashara, Brihat Jataka de Varaha Mihira e Sārāvalī de Kalyāṇavarma. Estas obras de Varaha Mihira, Parashara e Jaimini foram traduzidos nos últimos anos em língua portuguesa pela comunidade brasileira, assim como o tratado de Praśna Tantra de Śrī Nīlakanta. Na atualidade, a astrologia permanece como uma faceta importante da vida hindu. Os recém-nascidos têm seus nomes escolhidos a partir dos seus mapas natais, os festivais são organizados de acordo com este conhecimento, datas de escolhas de casamento, abrir novos negócios, mudar-se de casa e de trabalho. A astrologia tem status iguais às outras ciências na Índia moderna com cursos de ensino superior. Jaimini foi um antigo estudioso nepalês que fundou a escola Mimansa de filosofia hindu. Ele era um discípulo do sábio Veda Vyasa, o filho de Parashara. Tradicionalmente atribuído a ser o autor dos Mimamsa Sutras e Jaimini Sutras, estima-se que ele tenha vivido por volta do século IV a.C.. Sua escola é considerada não-teísta, mas uma que enfatiza as partes rituais dos Vedas como essenciais para o Dharma.